# Slick Leonard
William Robert Leonard, detto Slick (Terre Haute, 17 luglio 1932 – Indianapolis, 13 aprile 2021), è stato un cestista, allenatore di pallacanestro e dirigente sportivo statunitense, professionista nella NBA e nella ABA.
È membro, in qualità di allenatore, del Naismith Memorial Basketball Hall of Fame.

## Carriera
Venne selezionato dai Baltimore Bullets al secondo giro del Draft NBA 1954 (10ª scelta assoluta).
In ABA, oltre ad essere stato l'allenatore più vincente di sempre con 3 titoli conquistati con gli Indiana Pacers, detiene diversi record tra cui il maggior numero di partite allenate in Regular Season (657) e nei Playoff (116), di vittorie in Regular Season (387) e nei Playoff (69).

## Statistiche

### Allenatore

#### NBA-ABA
| * | Record |

| Stagione | Squadra                 | Regular Season | Regular Season | Regular Season | Regular Season | Regular Season            | Post Season                                         |
| Stagione | Squadra                 | V              | P              | % V            | G              | Posizione finale          | Post Season                                         |
| -------- | ----------------------- | -------------- | -------------- | -------------- | -------------- | ------------------------- | --------------------------------------------------- |
| 1962-63  | Chicago Zephyrs (NBA)   | 13             | 29             | 31,0           | 42             | 5º nella Western Division |                                                     |
| 1963-64  | Baltimore Bullets (NBA) | 31             | 49             | 38,8           | 80             | 4º nella Western Division |                                                     |
| 1968-69  | Indiana Pacers (ABA)    | 42             | 27             | 60,9           | 69             | 1º nella Eastern Division | Sconfitto alle Finali ABA dagli Oaks (1-4)          |
| 1969-70  | Indiana Pacers          | 59             | 25             | 70,2           | 84             | 1º nella Eastern Division | Campione ABA                                        |
| 1970-71  | Indiana Pacers          | 58             | 26             | 65,5           | 84             | 1º nella Western Division | Sconfitto alle Finali di Division dagli Stars (3-4) |
| 1971-72  | Indiana Pacers          | 47             | 37             | 56,0           | 84             | 2º nella Western Division | Campione ABA                                        |
| 1972-73  | Indiana Pacers          | 51             | 33             | 60,7           | 84             | 2º nella Western Division | Campione ABA                                        |
| 1973-74  | Indiana Pacers          | 46             | 38             | 54,8           | 84             | 2º nella Western Division | Sconfitto alle Finali di Division dagli Stars (3-4) |
| 1974-75  | Indiana Pacers          | 45             | 39             | 53,6           | 84             | 3º nella Western Division | Sconfitto alle Finali ABA dai Colonels (1-4)        |
| 1975-76  | Indiana Pacers (ABA)    | 39             | 45             | 46,4           | 84             | 5º in ABA                 | Sconfitto al Primo Turno dai Colonels (1-2)         |
| 1976-77  | Indiana Pacers (NBA)    | 36             | 46             | 43,9           | 82             | 5º nella Midwest Division |                                                     |
| 1977-78  | Indiana Pacers          | 31             | 51             | 37,8           | 82             | 6º nella Midwest Division |                                                     |
| 1978-79  | Indiana Pacers          | 38             | 44             | 46,3           | 82             | 4º nella Midwest Division |                                                     |
| 1979-80  | Indiana Pacers          | 37             | 45             | 45,1           | 82             | 4º nella Central Division |                                                     |
|          | Carriera NBA            | 186            | 264            | 41,3           | 450            |                           |                                                     |
|          | Carriera ABA            | 387*           | 270            | 58,9           | 657*           |                           |                                                     |
|          | Carriera Totale         | 573            | 534            | 51,8           | 1107           |                           |                                                     |

## Palmarès

### Giocatore
- Campione NCAA (1953)
- NCAA AP All-America Second Team (1954)
- NCAA AP All-America Third Team (1953)

### Allenatore
- Campionato ABA: 3 (record)

Indiana Pacers: 1970, 1972, 1973
- ABA All-Star Game head coaches (1970)
- ABA All-Time Best Head Coach